# Diogo de Teive (humanista)
Diogo de Teive (Braga, c. 1514 - c. 1569) fue un escritor y humanista portugués del Renacimiento.

## Biografía
Nació en Braga, hijo de Sebastiao Gonçalves da Paz, rendero del Cabildo de Braga, e de Isabel Fernandes de Teive, sobrina-nieta del navegador Diogo de Teive.
Tras una primera formación en Braga, Lisboa y Salamanca, fue uno de los primeros portugueses en recibir una ayuda para trasladarse a estudiar a París. Una vez instalado en la capital de Francia llegó a dar clases en la Universidad de París, la Universidad de Montauban, en el Colégio de Guiena, del cual André de Gouveia era rector, y de regreso a Portugal desde Burdeos con George Buchanan en la Universidad de Coímbra.
Por invitación de Juan III de Portugal, entró a formar parte del cuerpo docente del Colegio de las Artes, donde representó algunas de sus obras dramáticas. Fue arrestado por la Inquisición en 1550, acusado de heterodoxia religiosa. Al cabo de un año fue liberado y regresó al Colégio de las Artes, llegando a ser su director. En 1555, el colegio fue entregado a los jesuitas, y Teive fue dignamente relegado a la diócesis de Miranda do Douro. 
Escribió tragedias inspiradas en Séneca, y diversos ensayos de interpretación histórica e filosófica, siempre en latín, así: commentarius de Redus a Lusitanis in Índia Apud Dium Gestis (1548), Ioannes Princeps sive unicum regni ereptum lumen Tragoedia (de 1554 e impresa en 1558 en Salamanca con sus Opuscula Aliquot) y Epodon Sive lambicorum Carminum Libri Três (1565) y otras obras perdidas como David en honor de Dom Antonio, sobrino del rey y futuro rey destronado en 1580 por Felipe II de España, y sobre Judith.